# منتدى الفنانين الصغار
منتدى الفنون البصرية أو منتدى الفنانين الصغار سابقاً  هو منظمة فلسطينية غير حكومية وغير ربحية. تأسست رسمياً في 23 ديسمبر 2002 في مدينة البيرة، رام الله بفلسطين. المنتدى مسجل رسميًا في ثلاث وزارات فلسطينية: وزارة الداخلية، ووزارة الثقافة، ووزارة التربية والتعليم العالي. لدى المنتدى مدرسة مسائية للفنون الجميلة للموهوبين من جميع الأعمار، ومناهجها معتمدة من قبل وزارة التربية والتعليم والتعليم العالي. لكل دورة شهادة تخرج معترف بها من قبل وزارة التربية والتعليم العالي.

## الأنشطة الرئيسة
يُدعم المنتدى عددًا قليلاً من الأنشطة الرئيسة:
- المدرسة المسائية لتعليم الفنون البصرية لجميع الفئات العمرية. بعض خريجي مدارس المنتدى فنانين حائزون على جوائز.
- تنفيذ مشاريع إعادة التأهيل من خلال الفن الذي يستهدف الأطفال والشباب الذين تعرضوا أو شهدوا تجربة مؤلمة في القرى المهمشة.
- تقديم دورات وورش عمل للفنانين المهتمين بتوضيح كتب الأطفال. تم نشر بعض الكتب من قبل معهد تامر للتربية المجتمعية.
- تقديم الدورات التدريبية وورش العمل لمعلمي التربية الفنية في المدارس.

ويعد المنتدى متنفسًا حقيقيًا للمبدعين من الأطفال والشباب 
في 2019، أقام 16 فنانا وفنانة من الفنانين الفلسطينيين الشباب -الذين تلقوا جميعا دروسا في الفن وهم أطفال في المنتدى- معرضًا لعشرات اللوحات والذي افتتح مساء يوم 6 أغسطس 2019، في قاعة غاليري زاوية في مدينة البيرة تحت عنوان «خذ بيدي أيها المستحيل» وهو مقطع من قصيدة "هو لا غيره" للشاعر الفلسطيني محمود درويش.

## التمويل
في 2013، قدمت مؤسسة التعاون منحةً للمنتدى بقيمة 90 ألف دولار، دعماً لمشروع "فرصة أخرى للمتسربين من المدارس". كما وقعت شركة فور كي ميديا برودكشن اتفاقية مع المنتدى لإنتاج مجموعة من الفيديوهات القصيرة.
استمر المنتدى في تقديم برامجه منذ افتتاحه حتى العام 2014، إلا أنّه مرّ بأزمة مالية وفي السنوات الثلاث التالية أدّت إلى إغلاقه. سعى مجلس إدارته في تنظيم مزاد ضم عدداً من الأعمال الفنية التي تبرع بها مجموعة من الفنانين/ات المحليين، ولاسيما أن هناك مقراً للمنتدى في مقر بلدية رام الله الترويحي يمكن تشغيله دون رسوم إيجار، وقد دعم البنك الألماني للتنمية في توفيره وبتنفيذ من برنامج الأمم المتحدة الإنمائي (UNDP)، وبالشراكة مع بلدية رام الله.
كما ساهمت مؤسسة عبد المحسن القطان، بتمويل من السويد، في الإعلان عن منح لمشروع "الفنون البصرية: نماء واستدامة" (VAFF)، وبمجرد حصوله على منحة مشروع (VAFF) استطاع المنتدى إعادة فتح أبوابه مجددًا، والإعلان عن استمراره في تنفيذ برنامجه الرئيسي في تعليم الفنون البصرية للأطفال والناشئة في عام 2017، حيث مكنت هذه المنحة التي بلغت قيمتها 161,760 دولاراً أمريكياً المنتدى من تغطية النفقات التأسيسية والبرامجية، في الفترة بين تشرين الأول 2017 ولغاية نهاية أيار 2019.

## الروابط خارجية
- الموقع الرسمي لمنتدى الفنانين الصغار